# JC Gonzalez
JC Gonzalez, właśc. Juan Camilo Gonzalez (ur. 8 marca 1990 w Bogocie w Kolumbii) – kolumbijsko-amerykański aktor, wokalista, autor tekstów piosenek i tancerz. Jego kariera rozpoczęła się w 2009, kiedy pojawił się w reklamach telewizyjnych w Teksasie. Gonzalez był także kandydatem do udziału w reality show Making Menudo na kanale MTV. Do udziału w pokazie wybrano dwudziestu pięciu dwujęzycznych śpiewaków. Gonzalez zagrał także w kinie i telewizji, m.in. w sitcomie Parks and Recreation (2009), serialu Los Americans (2011) i serialu internetowym Blue (2013).

## Wczesne lata
Urodził się w Bogocie w Kolumbii jako najstarszy z trojga dzieci Evy Yaneth i Gabriela José Gonzáleza. Wychowywał się z dwoma młodszym rodzeństwem – siostrą Silvią Caroliną i Danielem Eduardo. Jako dziecko był niezwykle ruchliwym chłopcem, dlatego otrzymał ksywę „terremoto” (trzęsienie ziemi). Kiedy miał siedem lat, wraz z rodziną przeniósł się do Houston, ponieważ jego młodszy brat potrzebował leczenia.
Od najmłodszych lat uczęszczał do chóru. Studiował w Gimnasio Los Caobos Junior School w Bogocie, a później w Clements High School w Sahara Land w Teksasie. Należał do drużyny piłkarskiej. W wieku dziesięciu lat kosił trawnik i mył samochody sąsiadów. Mając piętnaście lat pracował jako ogrodnik, opiekun i ratownik.

## Kariera

### Muzyka
Gonzalez nagrał własny materiał, a także remiks piosenki "El Perdón" Enrique Iglesias i Nicky Jama.
Od 2016 roku Gonzalez przygotowuje się do wydania swojego debiutanckiego solowego albumu, zatytułowanego "AwakIn", który zawiera utwory w języku angielskim i hiszpańskim. Główna cecha stylu muzycznego piosenek to połączenie rytmów latynoskich z amerykańską muzyką rap i pop.

### Telewizja i kino
Gonzalez rozpoczął karierę aktorską w reklamach w Teksasie. Po ukończeniu szkoły średniej przeprowadził się do Los Angeles, gdzie zaczął kręcić się w reklamach i serialach telewizyjnych. Wystąpił w reklamach telewizyjnych dla takich marek jak Ford, Honda i AT & T.
W styczniu 2007 r. Gonzalez wziął udział w castingu do reality show "Making Menudo" w Los Angeles. Nie przeszedł dalej, dlatego zaczął brać lekcje tańca i wziął udział w castingu w Dallas. W Dallas Gonzalez został wybrany przez Luisa Fonciego i prezentera radiowego Daniela Lunz jako jeden z dwudziestu pięciu uczestników, którzy zostali wysłani do Nowego Jorku. W Nowym Jorku wystąpili w serialu "Droga do Menudo" ("Road to Menudo"). Gonzalez był jednym z 15 uczestników, którzy pokazali "Making Menudo".
W 2007 roku na tym samym projekcie "Making Menudo" Gonzalez został wybrany jako jeden z kandydatów do nowego składu latynoamerykańskiego zespołu Menudo. Styl muzyczny zespołu charakteryzuje się połączeniem muzyki miejskiej nowoczesnej z muzyką pop i rock. Zespół miał wydać kilka albumów na Sony BMG Epic Records. Przeprowadzono kilka przesłuchań w różnych miastach, takich jak Los Angeles, Dallas, Miami, Nowy Jork. Gonzalez z powodzeniem obsadził w Dallas. W ramach show w mieście South Beach Gonzalez wraz z czternastoma innymi młodymi wykonawcami uczył się śpiewać i tańczyć przez prawie cztery miesiące.
Jako aktor Gonzalez znany jest z tego, że zagrał w serialu internetowym "Los Americans" (2011), w którym opowiadana jest historia kilku pokoleń żyjącej w Los Angeles rodziny z klasy średniej. W serialu zagrali także Esai Morales, Lupe Onyervos, Tony Plan, Raymond Cruz, Ivonna De La Rosa i Ana Villafana.
W 2009 roku, w roli stażysty wenezuelskiego Johnny’ego, Gonzalez pojawił się w odcinku "Sister City" serialu "Parki i rekreacja". W 2010 roku Gonzalez zagrał główną rolę w teledysku Kaya Rosenthala "Can't Get You Out My Mind". Gonzalez pojawił się także w "Locked Up Ubroad", "Hard Times", "How to Rock", "Parenthood". W 2010 r. Gonzalez zagrał rolę w serialu "Victoria znaczy zwycięstwo" w odcinku "Survival of the Hottest".
W "Locked Up Abroad" Gonzalez grał rolę brata Leah McCord, który został aresztowany na lotnisku w Bangladeszu. W 2010 roku Gonzalez zagrał w drugim sezonie serialu komediowego "Parenthood". Zagrał rolę tancerza w serialu "Berger". Również w 2010 roku Gonzalez zagrał rolę miłości Ariany Grande w odcinku "Survival of the Hottest" w serialu "Victoria znaczy zwycięstwo". W serialu "Rodzicielstwo" (sezon 2) Gonzalez wystąpił w roli młodego członka Bractwa w odcinku 'Orange Alert'. Następnie w 2011 roku zagrał w serialu Big Time Strike "Big Time Rush". W 2012 roku w odcinku amerykańskiego sitcomu dla nastolatków "How to Rock a Newscast" zagrał chuligańskiego piłkarza.
W latach 2015–2018 Gonzalez zagrał następujące role: Jake'a w odcinku Blue Christmas amerykańskiego serialu telewizyjnego "NCIS: Nowy Orlean", Kyle’a w amerykańskim serialu dramatycznym "9-1-1" oraz rolę "DJ Diego Spiz" w amerykańskim dramacie prawniczym kanału Amazon Studios o nazwie Goliath. Gonzalez zagrał w serialu "Los Americans", którego emitowanie rozpoczęło się w maju 2011 roku. W 2013 r. Gonzalez pojawił się w serialu Blue TV. Gonzalez pojawił się także w innych serialach internetowych, takich jak "Ragdoll" w 2013 roku.

## Życie prywatne
Gonzalez dorastał w Sugar Land w Teksasie, na przedmieściach Houston, a obecnie mieszka w Los Angeles w Kalifornii.

## Filmografia

### Filmy
| Rok  | Tytuł                                                         | Rola                    | Uwagi                          |
| ---- | ------------------------------------------------------------- | ----------------------- | ------------------------------ |
| 2009 | Second Coming                                                 | Policjant (Juan Camilo) | Wideo                          |
| 2012 | Slumber Party Slaughter                                       | Randy                   | Film                           |
| 2014 | 11:11                                                         | Ryan                    | Film krótkometrażowy           |
| 2015 | Elena                                                         | Victor                  | Film krótkometrażowy           |
| 2015 | Hot Flash: The Chronicles of Lara Tate – Menopausal Superhero | Kok Block               | Film                           |
| 2017 | More Than Enough (oryginalny tytuł: Good After Bad)           | Collin                  | Reżyser filmowy: An-Marie Hess |
| 2018 | Manifest Ernesto                                              | Logan                   | Film                           |

### Telewizja
| Rok  | Tytuł                                          | Rola             | Uwagi                                                                    |
| ---- | ---------------------------------------------- | ---------------- | ------------------------------------------------------------------------ |
| 2007 | Making menudo                                  | JC               | MTV Reality Show                                                         |
| 2008 | Locked Up Abroad                               | brat Leah Cord   | Odcinek: Bangladesz National Geographic Channel                          |
| 2009 | Parks and Recreation                           | Johnny           | Odcinek: "Sister City"                                                   |
| 2010 | The Hard Times serialu telewizyjnego RJ Berger | tancerz z nożem  | Odcinek: The Berger Cometh                                               |
| 2010 | Victoria znaczy zwycięstwo                     | Ben              | Odcinek: Survival of the Hottest                                         |
| 2010 | Parenthood                                     | Członek Bractwa  | Odcinek: Orange Alert                                                    |
| 2011 | Big Time Rush                                  | Konstart         | Odcinek: Big Time Strike                                                 |
| 2012 | How to Rock                                    | Piłkarz-chuligan | Odcinek: How to Rock a Newscast, TV Series                               |
| 2013 | Ragdolls                                       | Mateo            | Odcinek: Bésame Mucho; The Sexy Bra; Undercover Date Agent; The Pot Shop |
| 2014 | I Didn't Do It                                 | Mike             | Odcinek: Lindy Nose Best                                                 |
| 2015 | NCIS: Nowy Orlean                              | Jake             | Odcinek: "Blue Christmas"                                                |
| 2018 | 9-1-1 (serial telewizyjny)                     | Kyle             | serial telewizyjny                                                       |
| 2018 | Goliath (serial telewizyjny)                   | DJ Diego Spiz    | serial telewizyjny                                                       |

### Seriale internetowe
| Rok  | Tytuł                        | Rola            | Uwagi |
| ---- | ---------------------------- | --------------- | --- |
| 2009 | Love Fifteen                 | Syn Cindy Lee   | Cindy Lee (Paola Turbay) |
| 2011 | Los Americans – Dennis Leoni | Paul Valenzuela | Odcinki: Going to Mexico; The Truth Hurts; Secrets; Lead Us Not Unto Temptation; Family Heirloom; The Legacy; Fish and House Guests; Happy Birthday |
| 2013 | "Blue" (serial internetowy)  | Harry           | Seria: What Kind of a Name Is Blue? |

### Reklamy
| Comercial                         | Papier     | Kanał                        |
| --------------------------------- | ---------- | ---------------------------- |
| Honda Fit (angielski / angielski) | Podstawowy | Narodowy                     |
| Jack in the Box (hiszpański)      | Podstawowy | Narodowy                     |
| HCCS Fall Commercial              | Podstawowy | Regionalna                   |
| Nurf Volcano Hasbro               | Podstawowy | Regionalna                   |
| Academy Sports Goods              | Podstawowy | Regionalna                   |
| Houston Community College         | Podstawowy | Regionalny (instytucjonalny) |
| National                          | Podstawowy | Online                       |
| Fiesta Rock                       | Podstawowy | Regionalna                   |
| Połącz EDU                        | Podstawowy | Online                       |
| Nintendo Wii                      | Podstawowy | Narodowy                     |
| KFC                               | Podstawowy | Narodowy                     |
| AT & T                            | Podstawowy | Narodowy                     |
| Ford Focus                        | Podstawowy | Narodowy                     |

### Piosenki
| Rok  | Tytuł                  | Pozycja    | Pozycja  | Album                     |
| Rok  | Tytuł                  | R & B EEUU | Rap EEUU | Album                     |
| ---- | ---------------------- | ---------- | -------- | ------------------------- |
| 2015 | Equation of Love       | –          | –        | Equation of Love – single |
| 2015 | Quiet Game             | –          | –        | Quiet Game – single       |
| 2015 | Cupid                  | –          | –        | Awakin                    |
| 2015 | Zoom                   | –          | –        | Zoom – singiel            |
| 2015 | Prendete               | –          | –        | Awakin                    |
| 2016 | Solitary Conversations | –          | –        | 2moonS                    |
| 2016 | Luchando               | –          | –        | 2moonS                    |
| 2016 | Let me be me           | –          | –        | 2moonS                    |